# انواع نهاد کسب‌وکار
انواع نهاد کسب‌وکار (انگلیسی: Types of business entity) به نهادی که با قانون تجارت اداره و مدیریت شده و با هدف شراکت در یک کسب‌وکار، کارهای خیریه یا دیگر فعالیت‌های مجاز انجام می‌شود، اطلاق می‌گردد. نهادهای کسب‌وکار اغلب به منظور فروش یک محصول یا ارائه خدمات راه‌اندازی می‌شوند. انواع مختلفی از نهادهای کسب و کار در سیستم‌های حقوقی کشورهای مختلف تعریف شده است، که شامل ابرشرکت، تعاونی، مشارکت، شرکت خصوصی محدود، شرکت با مسئولیت محدود و سایر گونه‌ها که در قوانین کشورها و ایالت‌ها یا استان‌های مختلف، متفاوت می‌باشند.